# Метьолчине
Метьолчине (до 2025 — Метьолкіне) — селище в Україні, у Сєвєродонецькій міській громаді Сіверськодонецького району Луганської області.

## Історія

### Російсько-українська війна
20 червня 2022 року голова Луганської ОВА Сергій Гайдай повідомив, що українські військові втратили контроль над населеним пунктом, Метьолкіне потрапило в російську окупацію.
2 травня 2025 року профільний комітет Верховної Ради підтримав перейменування с. Метьолкіне у с. Метьолчине  

## Адміністративний поділ

### Вулиці
- Вулиця Зелений Гай (Зелена Роща)
- Вулиця Партизанська
- Вулиця Травнева
- Вулиця Лісова
- Вулиця Івана Котляревського
- Вулиця Соснова
- Вулиця Червона
- Вулиця Шевченка
- Вулиця Квіткова
- Вулиця Сонячна
- Вулиця Каштанова
- Вулиця Воїнів Інтернаціоналістів
- Вулиця Вишнева
- Вулиця Піщана (провулок Пісчаний)

## Відомі особистості
В поселенні народився:
- Метьолкін Владислав Михайлович (* 1962) — український художник-пейзажист.